# 东方非想天则 ～ 追寻特大型人偶之谜

非想天則v1.01的主选单

《东方非想天则 ～ 追寻特大型人偶之谜》由上海愛莉絲幻樂團與黃昏邊境共同製作的格鬥遊戲，為東方Project的12.3作。

## 概要
本作與《東方星蓮船》同於Comic Market 76當天首次發行，而星蓮船為東方Project系列之正作，因此非想天則的作品編號排於星蓮船之後。
與其他東方系列不同的是，非想天則採《東方緋想天》之資料片形式發行，若持有緋想天主程式則能夠使用緋想天中的既有角色和音乐、場景，而緋想天特色之一的天氣系統也在本作延續使用、並加以調整與擴充。此外，並無公佈或提供體驗版。
本作增加了五名人物、五種天候與若干種的系統卡，並多了讓玩家可以自定四個卡組後任選其一使用的設計。而在對戰模式中還能隨自己的喜好來改變預設的人物衣色和場景背景音樂。某方面來講，本作可說是《東方緋想天》的改進版。

## 故事
夏季的某日，幻想鄉出現了一個巨大的人影（可能是機械人），剛好讓東風谷早苗、琪露諾與紅美鈴三人發現，帶著疑惑準備展開調查……

## 天候
本作的天氣系統新增了5種天候，如下：（其他詳細說明、以及延續《緋想天》中固有的其餘15種天候，參見東方緋想天#天候）
| 天候       | 效果 | 中文譯意               | 備註 |
| ---------- | ---- | ---------------------- | ---- |
| 凪（）     |      | 使伤口治愈程度的天氣   |      |
| 鑽石塵（ダイヤモンドダスト） |      | 睡着就会死掉程度的天氣 |      |
| 黄砂（）   |      | 反击程度的天氣         |      |
| 烈日（）   |      | 燒盡一切程度的天氣     |      |
| 梅雨（）   |      | 会被大地彈起程度的天氣 |      |

## 登場人物

### 新登場角色

#### 非想天則
在河童之山山脚下，应洩矢諏訪子的要求，由河童制作的，用于宣传。据東風谷早苗所说，有10层楼高，约100米高。引发《非想天則》故事的源头。外表为一个巨大的机器人，内部中空，由核融合炉加热水产生蒸汽来推动机器像人般运动。

#### 太歲
種族：大鯰
故事最終出現的頭目，非使用角色。顾名思义，是一条非常庞大的鲶鱼。

### 可用角色

#### 東方緋想天既有角色
- 博麗靈夢
- 霧雨魔理沙
- 帕秋莉·諾蕾姬
- 十六夜咲夜
- 蕾米莉亞·斯卡蕾特
- 愛莉絲·瑪嘉特羅伊德
- 魂魄妖夢
- 西行寺幽幽子
- 八雲紫
- 鈴仙·優曇華院·因幡
- 伊吹萃香
- 射命丸文
- 小野塚小町
- 永江衣玖
- 比那名居天子

#### 本作增加角色
- 東風谷早苗

故事開端時登場，以洩矢諏訪子與八坂神奈子做為支援角色。
- 琪露諾
- 紅美鈴
- 靈烏路空
- 洩矢諏訪子

（註：前三者同時為故事模式的自機角色）

## 外部連結
- 東方非想天則 官方網站（页面存档备份，存于） （日語）
- 東方非想天則 Wiki（页面存档备份，存于） （日語）